# Červený Dvůr (zámek)
Zámek Červený Dvůr je původně letohrádek Rožmberků z konce 16. století, barokně přestavěný Eggenberky koncem 17. století a pak znovu upravovaný Schwarzenberky v 18. a 19. století. Nachází se v okrese Český Krumlov ve vsi Červený Dvůr, která je součástí obce Chvalšiny (asi 8 km severozápadně od Českého Krumlova a 25 km jihozápadně od Českých Budějovic). Zámek s velkým přírodně krajinářským parkem o rozloze 117 hektarů je od roku 1963 kulturní památkou. Od roku 1966 je využíván jako psychiatrická léčebna.

## Historie
Na jihovýchodním úpatí hory Kleť si nechal postavit Vilém z Rožmberka (1535–1592) v 90. letech 16. století snad podle návrhu Baldassara Maggiho renesanční letohrádek, u něhož pak Petr Vok z Rožmberka (1539–1611) nechal roku 1598 zřídit novou oboru s bažantnicí. V dalších letech za Marie Arnoštky z Eggenberku (1649–1719) byl letohrádek přestavěn na barokní zámek (včetně rozšíření o severní křídlo s kaplí). Další úpravy proběhly za Josefa Adama Schwarzenberka (1722–1782), kdy v letech 1748–1749 byl areál rozšířen o sala terrenu a v letech 1756–1760 bylo přeloženo hlavní schodiště, přestavěno severní křídlo a došlo ke sjednocení vzhledu vnější fasády. Za Jana Nepomuka Schwarzenberka (1742–1789) bylo v letech 1779–1781 přistavěno jižní křídlo a vznikl čestný dvůr s hospodářskými budovami. Poslední větší úpravy se uskutečnily po polovině 19. století a pak ještě v letech 1908–1909, vždy v souvislosti s adaptací zámku na letní sídlo.
Původní obora byla ve 2. polovině 18. století poblíž zámku upravena do podoby barokní okrasné zahrady, později tu vznikl romantický park anglického typu a v polovině 19. století za Jana Adolfa ze Schwarzenberku (1799–1888) se rozvinul v přírodně krajinářský park, doplněný o budovy hájovny a bažantnice a také o několik romantických staveb a vodních prvků.
Posledním majitelem z rodu Schwarzenberků byl Adolf Schwarzenberk (1890–1950), jemuž byl majetek nejprve v roce 1940 zabaven gestapem a pak vyvlastněn zvláštním zákonem z roku 1947. Od roku 1950 se stal zámek Červený dvůr s parkem majetkem československého státu.
Po roce 1960 byl zámek ve velmi špatném stavu, uvažovalo se i o jeho zbourání. Cesty v parku byly využívány pro přesun vojenských jednotek, směřujících do výcvikového prostoru v Boleticích. Nakonec tu byla v roce 1966 otevřena psychiatrická léčebna. V letech 1972–1974 byl pro potřeby léčebny adaptován i park.

## Popis
Areál zahrnuje vlastní zámeckou budovu, jež spolu s přilehlými hospodářskými budovami volně uzavírá velký obdélníkový dvůr, a dále mimořádně rozlehlý přírodně krajinářský park.
Zámek je obdélníková jednokřídlá a jednopatrová budova, jejíž symetrické hlavní průčelí je široké asi 120 m a je orientováno na západ. Střední část budovy, která je mohutnější než novější severní a jižní části, je krytá mansardovou střechou a má uprostřed rizalit s balkonem, zakončený trojúhelníkovým štítem. Fasáda je členěna lizénami. V přízemí jsou valené a křížové klenby, některé ještě renesanční. V tzv. Čínském salonku jsou rokokové nástěnné malby z roku 1756 od Františka Jakuba Prokyše (1713–1791). Další sál dochovaný z 19. století je vyzdoben francouzskými tapetami.
Rozlehlé obdélníkové nádvoří na západní straně hlavní zámecké budovy je ohraničeno přízemními hospodářskými budovami. Od severní i jižní strany tohoto obestavěného prostoru se směrem na východ na pravém břehu Chvalšinského potoka rozkládá přírodně krajinářský park o rozloze asi 117 ha se sítí cest a s několika zachovanými romantickými zahradními stavbami a fontánami. Na východní průčelí zámku navazuje park parterovou loukou s kruhovou fontánou.

## Další zajímavosti
Červenodvorský zámek není veřejnosti běžně přístupný, ale přístupný je park, kterým prochází okružní naučná stezka „Zámecký park Červený Dvůr“. Na přibližně 3 km dlouhé trase je 14 zastavení seznamujících návštěvníky s historií a vývojem parku.
Psychiatrická léčebna v Červeném Dvoře byla původně zaměřena především na léčbu alkoholiků, dnešní klienti jsou spíše závislí na drogách a patologičtí hráči. Právě okolní prostředí je využíváno jako terapeutický nástroj, který pomáhá napravit škody vzniklé závislostmi.

## Galerie

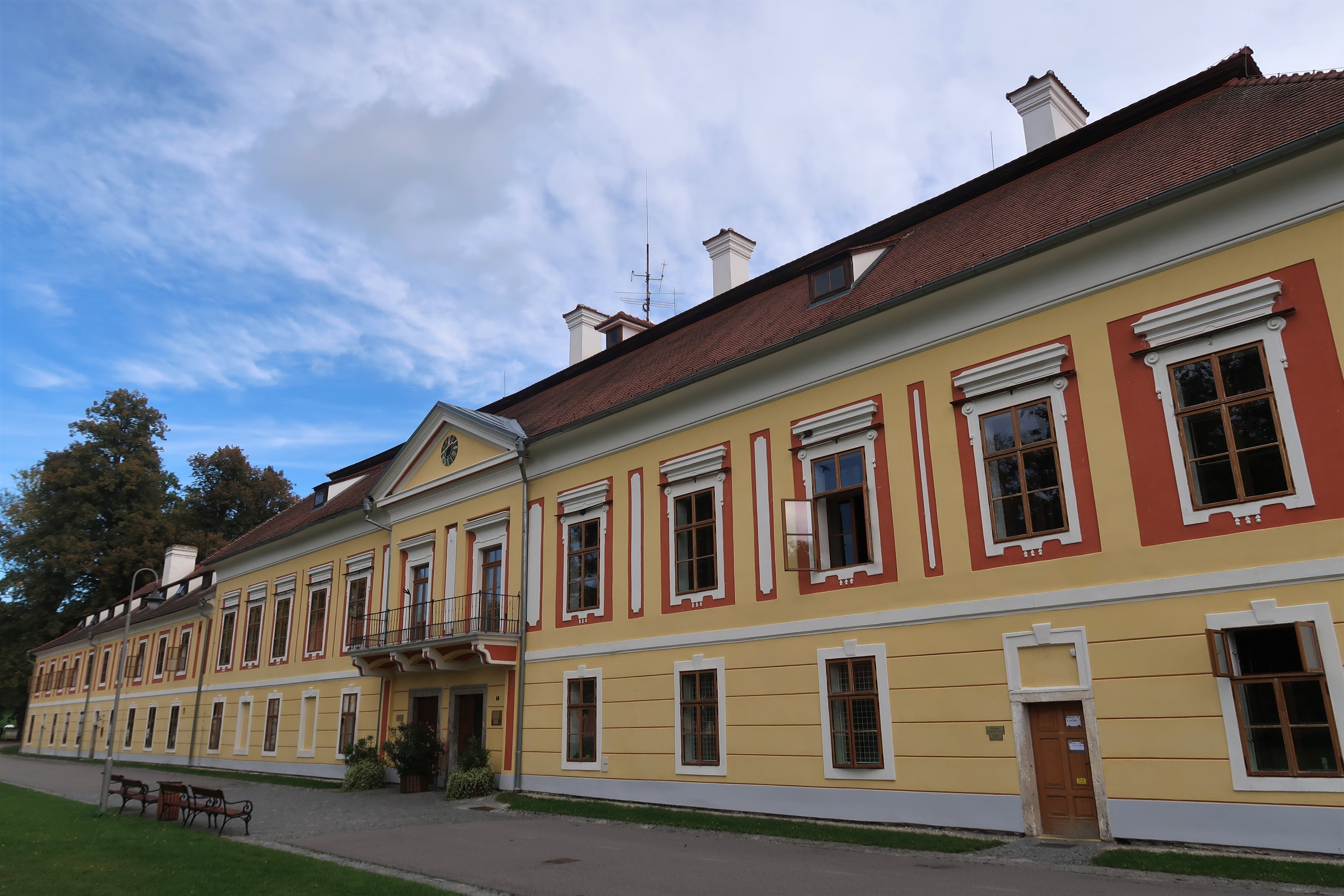
Hlavní budova zámku (říjen 2020)
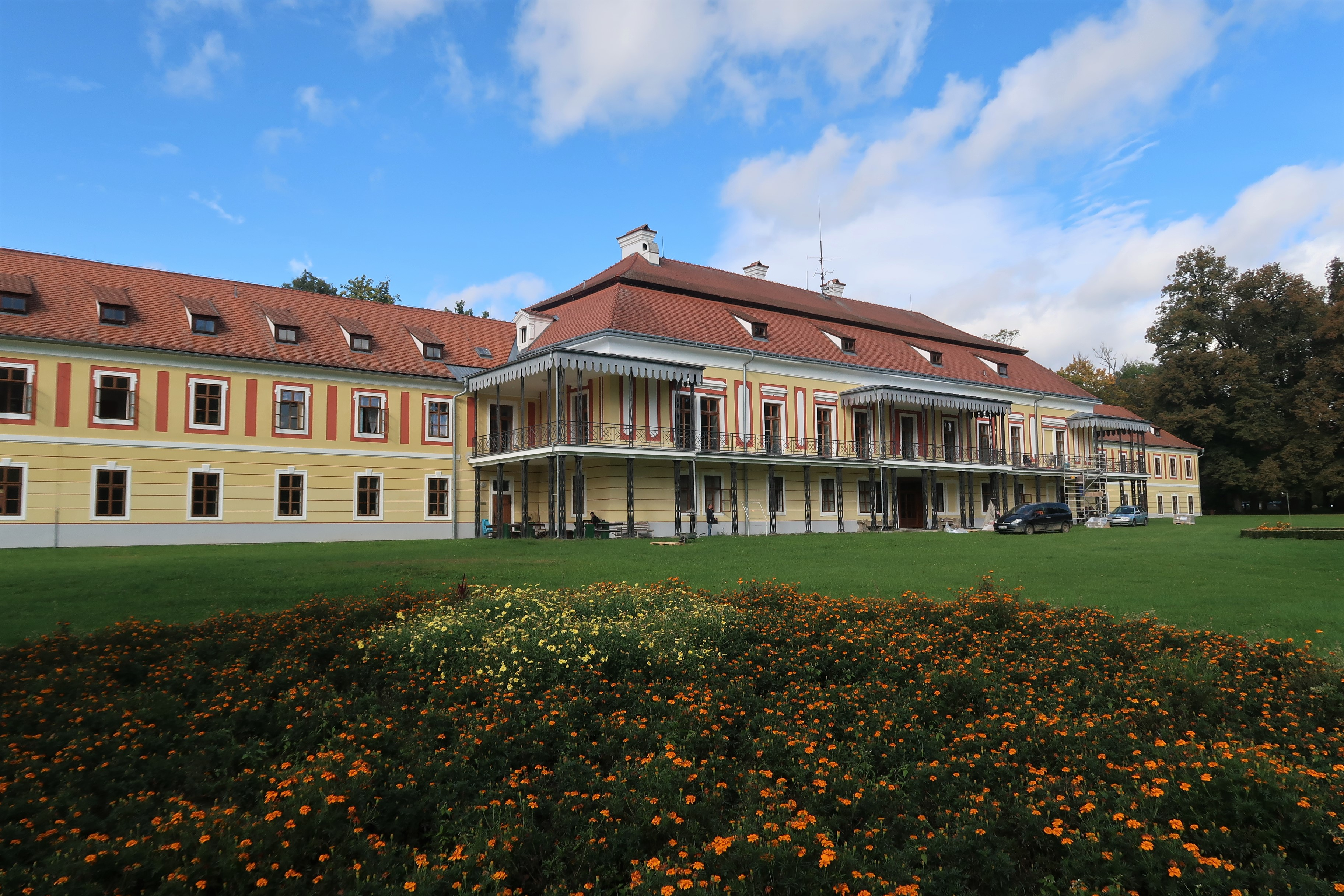
Červenodvorský zámek z parku
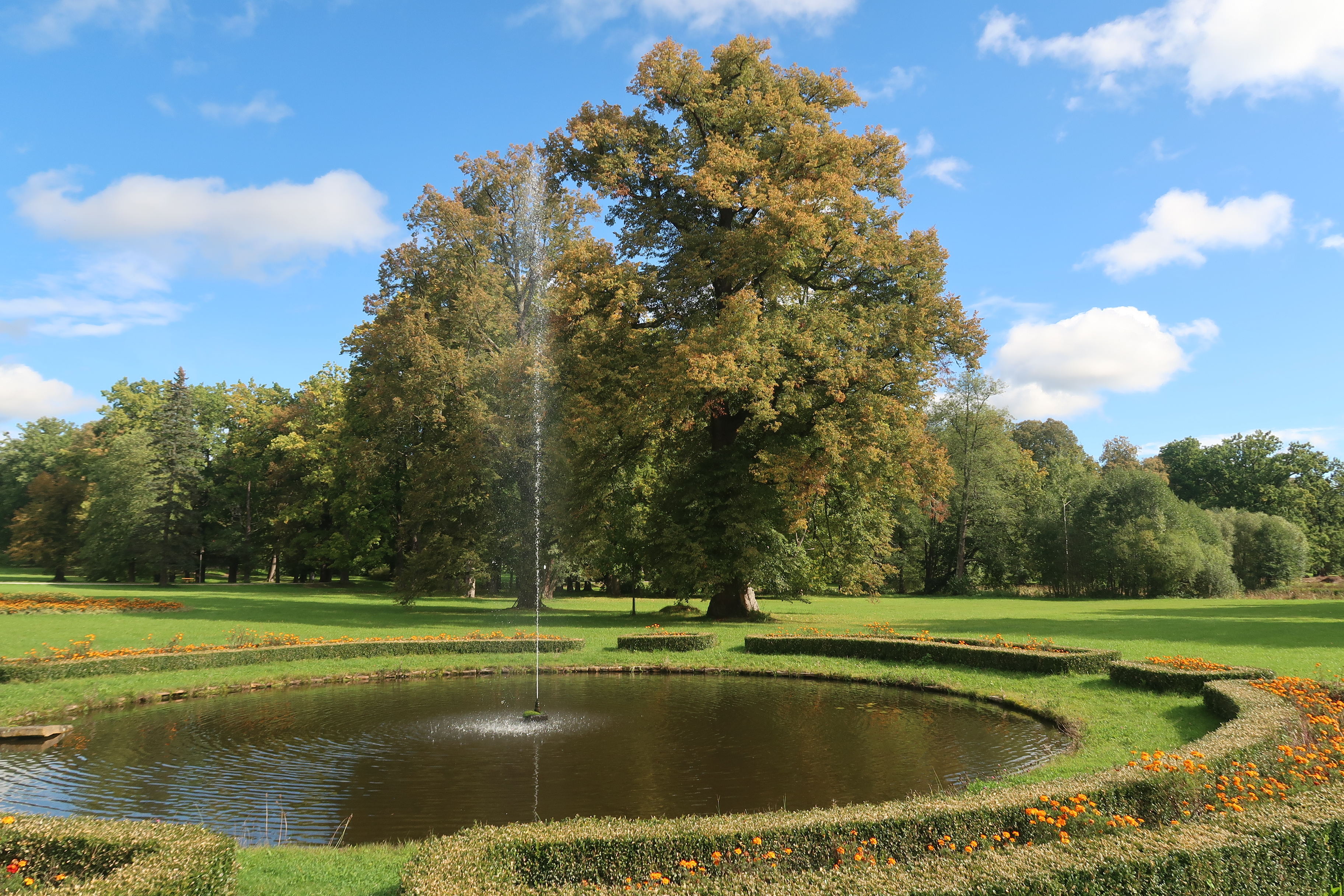
Jezírko v parku před zámkem
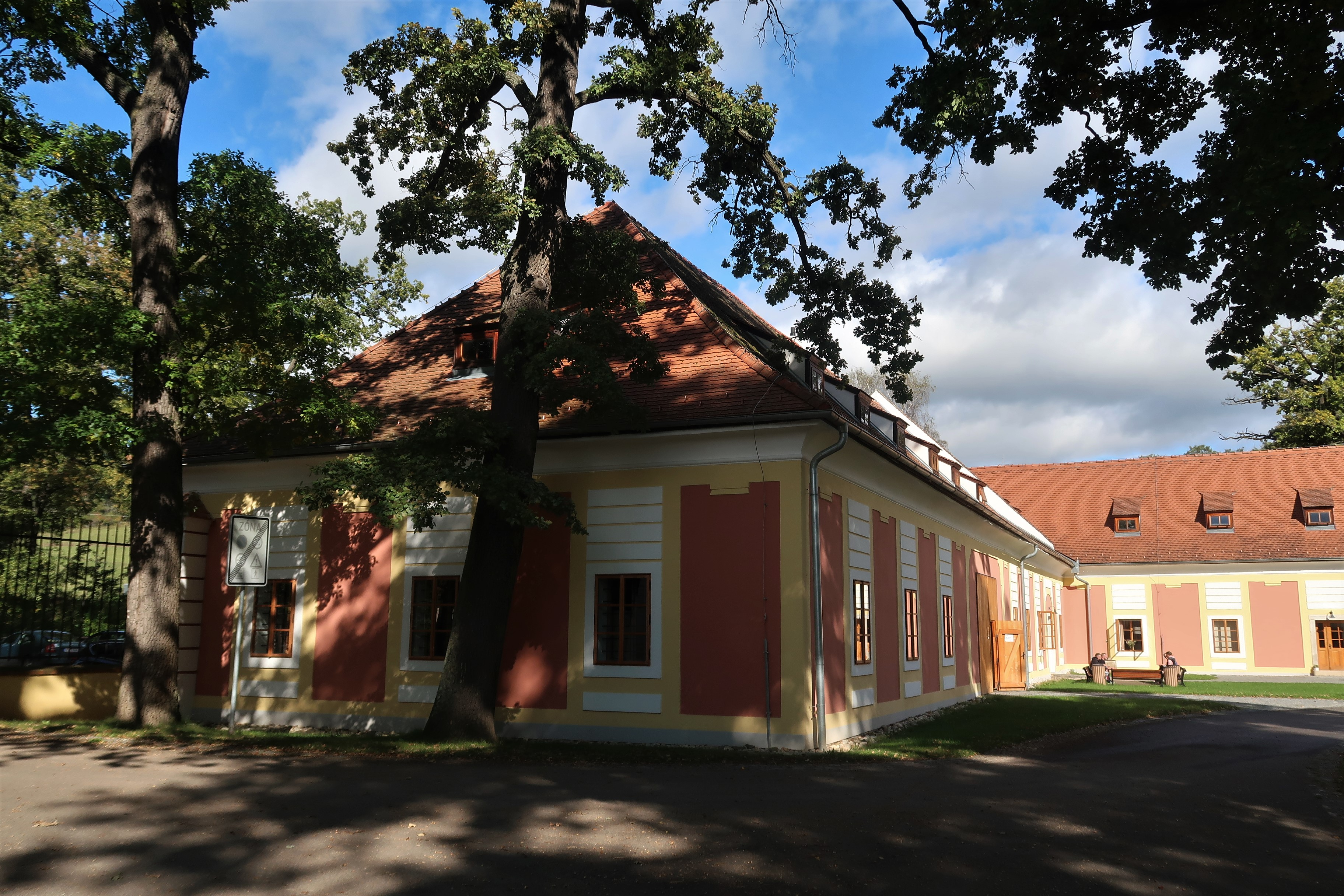
Nádvoří zámku
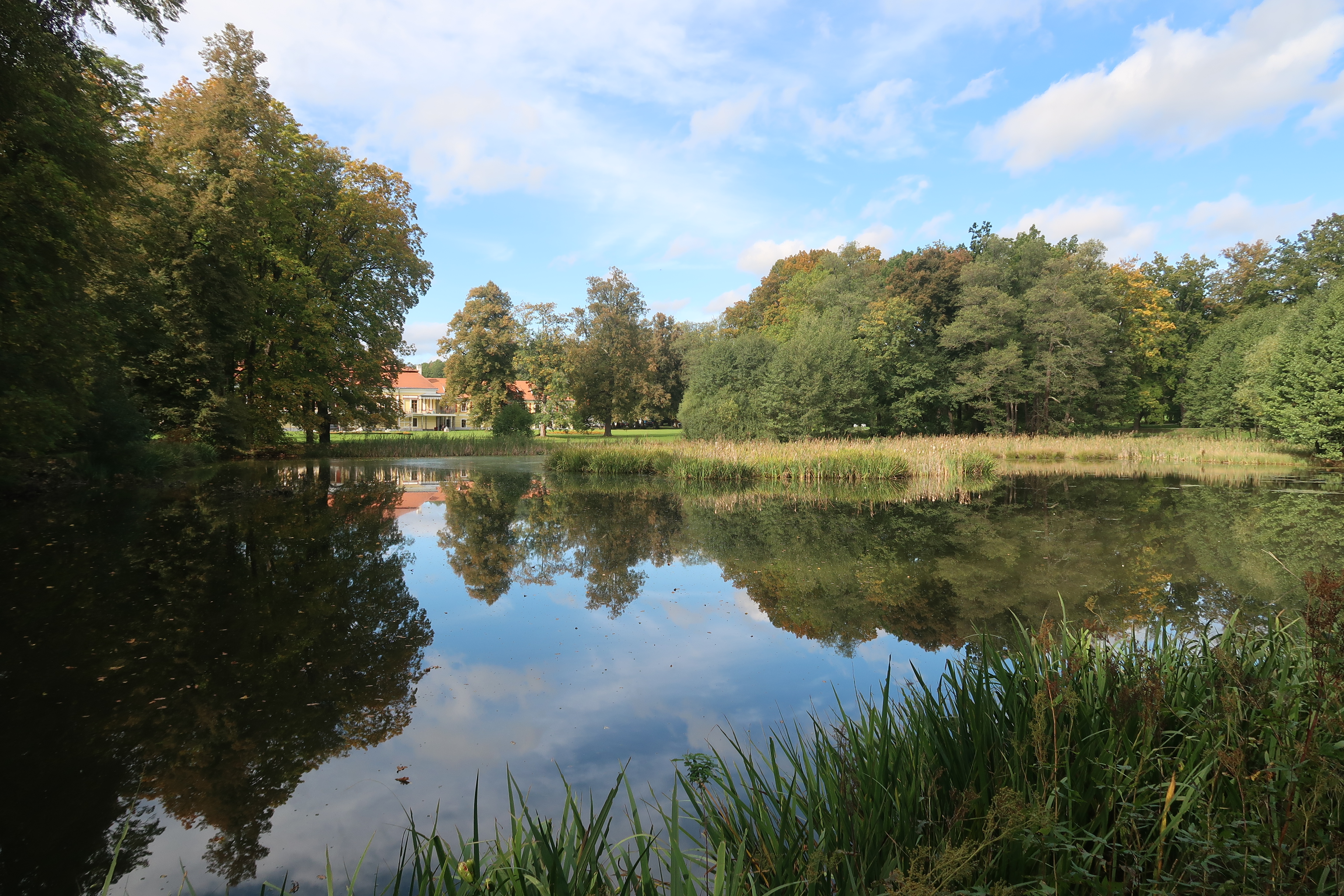
Půvolský rybník v zámeckém parku
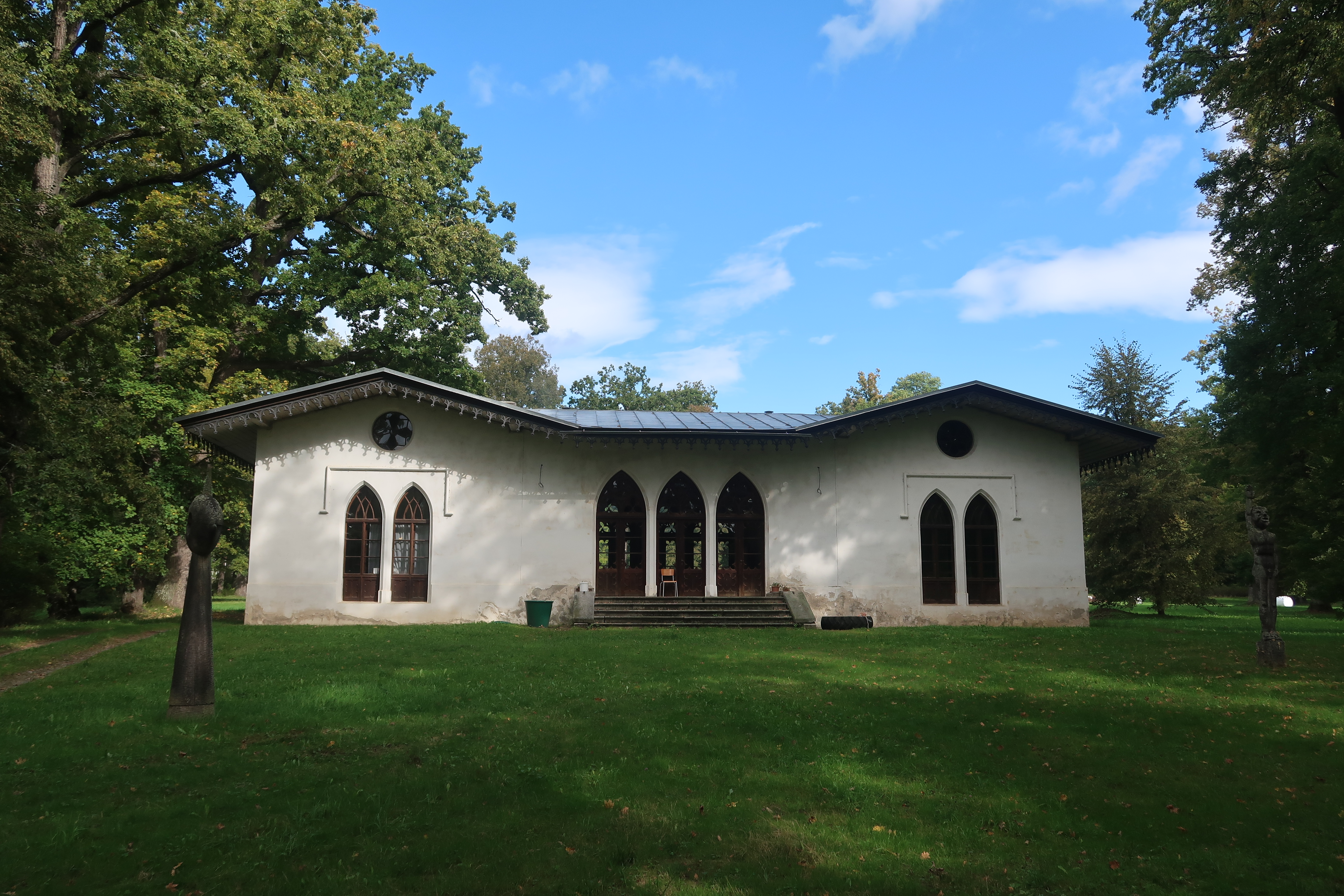
Střelnice v zámeckém parku